# Peroksydazy
Peroksydazy (EC 1.11.-.-) – grupa enzymów należących do klasy oksydoreduktaz katalizujących utlenianie nadtlenkiem wodoru różnych substratów.
Kofaktorem peroksydaz jest protohem luźno związany z apoenzymem.
Peroksydazy odgrywają ważną rolę w procesie fagocytozy.

## Przykłady
peroksydaza chrzanowa, peroksydaza tarczycowa, peroksydaza glutationowa, peroksydaza askorbinianowa.
Peroksydaza glutationowa i askorbinianowa biorą udział w neutralizacji wolnych rodników w organizmie.